# Boxligen in Deutschland 2010/11
Die 1. Box-Bundesliga-Saison begann am 13. November 2010 und ging über 6 Wettkampftage bis zum 28. Mai 2011. Die vier teilnehmenden Boxstaffeln traten jeweils viermal gegeneinander an. Erstmals seit bestehen nahm nur eine deutsche Mannschaft am Ligabetrieb der 1. Bundesliga teil. Je Vergleichskampf wurden acht Kämpfe in acht Gewichtsklassen ausgetragen. Der Velberter BC wurde zum neunten Mal in Folge deutscher Mannschaftsmeister.

## 1. Bundesliga
|   | Verein                 | K | S | N | U | Kampfp. | Diff. | Punkte |
| - | ---------------------- | - | - | - | - | ------- | ----- | ------ |
| 1 | Velberter BC (GER)     | 6 | 6 | 0 | 0 | 86:55   | +31   | 12:0   |
| 2 | PKB Poznań (POL)       | 6 | 3 | 2 | 1 | 73:63   | +10   | 7:5    |
| 3 | Boxteam Nord (DEN)     | 6 | 2 | 1 | 3 | 70:69   | +1    | 5:7    |
| 4 | Windmill Boxteam (NED) | 6 | 0 | 6 | 0 | 44:86   | −42   | 0:12   |

## Erfolgreichste Kämpfer
- bis 56 kg: Denis Makarov (Velberter BC) – 5 Siege
- bis 60 kg: Rustam Rahimov (Velberter BC) – 4 Siege
- bis 64 kg: Eugen Burhard (Velberter BC) – 5 Siege
- bis 69 kg: Kamil Gardzielik (PKB Poznań) – 4 Siege
- bis 75 kg: Konstantin Buga (Velberter BC) – 4 Siege
- bis 81 kg: Gottlieb Weiss (Velberter BC) – 5 Siege
- bis 91 kg: Michal Gerlecki (PKB Poznań) – 3 Siege
- über 91 kg: Erik Pfeifer (Velberter BC) – 5 Siege